# Danny Mrwanda
Danny Mrwanda (ur. 6 kwietnia 1983 w Aruszy) – tanzański piłkarz występujący na pozycji napastnika. Zawodnik klubu Mbeya Kwanza FC.

## Kariera klubowa
Mrwanda seniorską karierę rozpoczął w 2003 roku w zespole Arusha FC. W 2006 roku przeszedł do drużyny Simba SC, a na początku 2008 roku podpisał kontrakt z kuwejckim Al-Tadamon SC. W 2010 roku wrócił jednak do Simby i jeszcze w tym samym roku zdobył z nią mistrzostwo Tanzanii. Po tym sukcesie wyjechał do Wietnamu, by grać w tamtejszym Đồng Tâm Long An. Następnie był zawodnikiem takich klubóww jak: Simba SC (2012-2013), SHB Đà Nẵng (2013), Đồng Tâm Long An (2014), Polisi Morogoro (2014-2015), Lipuli FC (2015-2016), Kagera Sugar FC (2016-2017), Maji Maji FC (2017-2018) i Njombe FC (2018-2019). W 2019 przeszedł do Mbeya Kwanza FC.

## Kariera reprezentacyjna
W reprezentacji Tanzanii Mrwanda zadebiutował 18 listopada 2006 roku w zremisowanym 1:1 towarzyskim meczu z Angolą. Od 2005 do 2011 rozegrał w kadrze narodowej 29 meczów i strzelił 7 goli.